# Volejbol'nyj klub Kuzbass 2011-2012
Questa voce raccoglie le informazioni riguardanti il Volejbol'nyj klub Kuzbass nelle competizioni ufficiali della stagione 2011-2012.

## Organigramma societario
Area direttiva
- Presidente: Valentin Mazikin

Area tecnica
- Allenatore: Jurij Pančenko (fino a marzo), Denis Matusevič (da marzo)

## Rosa
| N° | Nome                | Ruolo | Data di nascita   | Nazionalità sportiva |
| -- | ------------------- | ----- | ----------------- | -------------------- |
| 1  | Aleksej Bardok      | P     | 24 dicembre 1984  | Russia               |
| 2  | Konstantin Porošin  | C     | 3 marzo 1979      | Russia               |
| 3  | Andrej Krasnoperov  | S     | 14 giugno 1986    | Russia               |
| 5  | Evgenij Kriščuk     | S     | 11 marzo 1981     | Russia               |
| 6  | Björn Andrae        | S     | 14 maggio 1981    | Germania             |
| 7  | Vitalij Izbickij    | C     | 18 febbraio 1983  | Russia               |
| 8  | Pavel Moroz         | O     | 26 febbraio 1987  | Russia               |
| 9  | Vjačeslav Machortov | C     | 1º settembre 1984 | Russia               |
| 10 | Samuel Tuia         | S     | 24 luglio 1986    | Francia              |
| 11 | Konstantin Ušakov   | P     | 24 marzo 1970     | Russia               |
| 12 | Michail Ščerbakov   | C     | 13 luglio 1985    | Russia               |
| 13 | Vjačeslav Tarasov   | S     | 2 febbraio 1988   | Russia               |
| 14 | Evgenij Galatov     | L     | 25 ottobre 1987   | Russia               |
| 15 | Gleb Kašicin        | L     | 4 luglio 1982     | Russia               |

## Statistiche

### Statistiche di squadra
| Competizione    | Punti | In casa | In casa | In casa | In trasferta | In trasferta | In trasferta | Totale | Totale | Totale |
| Competizione    | Punti | G       | V       | P       | G            | V            | P            | G      | V      | P      |
| --------------- | ----- | ------- | ------- | ------- | ------------ | ------------ | ------------ | ------ | ------ | ------ |
| Superliga       | 24/19 | 14      | 9       | 5       | 14           | 6            | 8            | 28     | 15     | 13     |
| Coppa di Russia | 20/9  | -       | -       | -       | -            | -            | -            | 17     | 12     | 5      |
| Totale          | -     | 14      | 9       | 5       | 14           | 6            | 8            | 45     | 27     | 18     |

G = partite giocate; V = partite vinte; P = partite perse

### Statistiche dei giocatori
| Giocatore      | Superliga | Superliga | Superliga | Superliga | Superliga |
| Giocatore      | P         | PT        | AV        | MV        | BV        |
| -------------- | --------- | --------- | --------- | --------- | --------- |
| B. Andrae      | 27        | 378       | 305       | 29        | 44        |
| A. Bardok      | 22        | 5         | 1         | 2         | 2         |
| E. Galatov     | 27        | 0         | 0         | 0         | 0         |
| V. Izbickij    | 1         | 0         | 0         | 0         | 0         |
| G. Kašicin     | 17        | 1         | 1         | 0         | 0         |
| A. Krasnoperov | 20        | 13        | 3         | 0         | 10        |
| E. Kriščuk     | 16        | 0         | 0         | 0         | 0         |
| V. Machortov   | 17        | 37        | 23        | 9         | 5         |
| P. Moroz       | 28        | 568       | 484       | 56        | 28        |
| K. Porošin     | 28        | 203       | 122       | 71        | 10        |
| M. Ščerbakov   | 28        | 216       | 121       | 89        | 6         |
| V. Tarasov     | 20        | 31        | 27        | 3         | 1         |
| S. Tuia        | 28        | 325       | 278       | 26        | 21        |
| K. Ušakov      | 28        | 47        | 10        | 12        | 25        |

P = presenze; PT = punti totali; AV = attacchi vincenti; MV = muri vincenti; BV = battute vincenti

NB: Non sono disponibili i dati relativi alla Coppa di Russia e, di conseguenza, quelli totali